# 政治献金
政治獻金係指對從事競選活動或其他政治相關活動之個人或團體，無償提供之動產或不動產、不相當對價之給付、債務之免除或其他經濟利益。但黨費、會費或義工之服務不包括在內。大體而言，沒有對價關係叫政治獻金、有對價關係但公開並合乎相關法令的叫遊說（許多民主國家有遊說法）、有對價關係且違法的叫賄賂、更容易造成利益輸送及公共利益損失的問題，尤其是財團給的政治獻金更需公平且明確的規範。

## 用途

### 用于选举
選舉捐款只是政治獻金的一種形式。收取獻金者是候選人的團隊，多數選舉制度下，可能當選的重要門檻就是有一定的財力（雖然不一定是錢最多的就能當選），就算沒有賄選等違法行為，買媒體廣告、寄傳單、插旗海、造勢大會、選舉日出號外告急，開支都很大。參選者急需大量選舉經費，在此選舉制度下，政治獻金是必然的資金來源。

### 限額

#### 台灣
根據《政治獻金法》，個人對同一政黨或政治團體每年捐贈總額為新臺幣30萬元，對同一候選人每年捐贈總額為新臺幣10萬元。

#### 美國
根據《聯邦選舉競選法》，美國個人對一場聯邦選舉中同一候選人的捐贈總額為2,800美元，對同一州及地方政黨每年捐贈總額為1萬美元，對同一聯邦政黨每年捐贈總額為3萬5,500美元。每奇數年會根據通貨膨脹指數進行調整。
美國《兩黨競選改革法》曾規定個人每兩年可捐贈的所有政治獻金總額。2014年4月2日，美國最高法院判決對個人可捐贈政治獻金總額進行限制違反了美國憲法第一修正案，導致該規定被廢除。

## 政治獻金與賄賂的分界
在多數制度下，政治人物收的錢必須符合相當條件才能稱為政治獻金，尤其是商人給的錢的控制更為嚴格：例如收受外國捐款經常更嚴格甚至禁止，單一贊助不可以多於總捐款的一定比例，政治獻金的附加條件有嚴格限制甚至禁止（沒有附加條件為政治獻金、有附加條件但合法的稱為利益團體對政治人物的遊說、有附加條件且不合法者為賄賂），例如菸商給政治人物的錢，若附加條件為任何形式之「放寬菸害防制」則一律視為賄賂而非遊說（雖然不一定有相關法案）公務員及政治人物不得利用職務獲得政治獻金、也不得阻止他人獲得合法的政治獻金，當局規定賬目要公開示人等。

### 實質影響力
以往司法機關往往以有無直接決策權來定義是政治獻金或行賄，就發生很多民代收受不當利益後，藉質詢或審查預算的權力來向政府機關施壓，造成很大的不公平現象。近年來司法見解漸趨於實質影響力，亦即是否因為收受利益後向相關機關關說，導致相關機關改變原有模式，造成交付利益的行為人獲利(包括流程加快、非法變合法等)，就構成行賄，以杜絕這種隔層施壓的現象。
由於政治人物接受政治獻金的管道很多，會聘請秘書等專人處理，當政治獻金來源不當時，政客可以將責任推給這些人，此現象在日本以及台灣都非常常見。

### 攻擊手段
在民主社會，很多政客為了打擊敵對勢力，往往聲稱競爭對手進行違法勾當，這件事情在台灣特別常見。像是：三億男事件、馬英九政治獻金案等等。

### 台灣較受矚目的政治獻金案
- 頂新三重新燕案土地變更事件
- 龍潭購地案
- 頂新獻金案
- 民眾黨政治獻金帳目爭議事件

由於政治獻金、遊說與賄賂三者之間難以輕易區別，因此具有政治影響力的人物很可能受到政治獻金的調查，案件的調查結果或法院的判決結果也經常引起諸多爭議。

## 引用和注釋
1. ↑  .   [2013-04-30]. （原始内容存档于2013-04-02）.
2. ↑  . 全國法規資料庫. （原始内容存档于2021-12-05）.
3. ↑  . 聯邦選舉委員會.   [2020-01-11]. （原始内容存档于2020-01-11） （英语）.
4. ↑  . 聯邦選舉委員會.   [2020-01-11]. （原始内容存档于2017-05-15） （英语）.
5. ↑  .   [2015-05-31]. （原始内容存档于2016-03-04）.
6. ↑  .   [2015-05-31]. （原始内容存档于2021-04-10）.
7. ↑  .   [2015-05-31]. （原始内容存档于2021-04-23）.
8. ↑  .   [2015-05-31]. （原始内容存档于2021-04-20）.